# کوجو یوریتسوگو
کوجو یوریتسوگو (به ژاپنی: 九条頼嗣 Kujō Yoritsugu)، فوجیوارا نو یوریتسوگو; ۱۷ دسامبر ۱۲۳۹ – ۱۴ اکتبر ۱۲۵۶) پنجمین شوگون از شوگون‌سالاری کاماکورا، فرزند چهارمین شوگون، کوجو یوریتسونه اهل ژاپن بود. وی از خاندان کوجو یکی از پنج شاخهٔ خاندان پر قدرت خاندان فوجی‌وارا بود.
در سال ۱۲۱۹ بود که پدرش فوجیوارا نو یوریتسونه از پایتخت به کاماکورا نقل مکان کرد تا چهارمین شوگون شود. این پس از آن بود که سومین شوگون، میناموتو نو سانه‌تومو، ترور شد. در آن زمان، هوجو توکیماسا، اولین شیکن (موقعیتی که از شوگون به عنوان نماینده گوکه‌نین حمایت می‌کرد)، تلاش کرد تا اقتدار شوگون سالاری را افزایش دهد. او در واقع می‌خواست یک شاهزاده امپراتوری (پسر امپراتور) را به عنوان شوگون داشته باشد. با این حال، او با مخالفت امپراتور بازنشسته امپراتور گو-توبا مواجه شد و چاره ای جز انتخاب شوگون از خاندان دیگری نداشت. فوجیوارا نو یوریتسونه، که از نسل میناموتو نو یوریتومو بود، از سکانکه (خانواده‌ای در خاندان فوجی‌وارا که نسل‌های متوالی نایب‌السلطنه و کانپاکو را که به امپراتور کمک می‌کردند) انتخاب شد.
در آن زمان، خاندان هوجو قدرتمندترین خاندان در شوگون‌سالاری کاماکورا بود و در میان آنها، توکوسو (شاخه اصلی خاندان هوجو) شاخه ای بود که طبق تعیین شیکن (نایب‌السلطنه)، هوجو یاسوتوکی، بیشترین قدرت را داشت.
بنابراین، حتی در درون همان خاندان هوجو، افراد خاندان‌های دیگر در حال انجام طرح‌های مختلفی برای نابودی توکوسو (شاخه اصلی خاندان هوجو) بودند. فوجیوارا نو یوریتسونه مردی بود که چنین نیرویی بر او تکیه کرد. در چنین شرایطی، هوجو یاسوتوکی در سال ۱۲۴۲ درگذشت (نینجی ۳). چهارمین نایب السلطنه به جای او نوه هوجو یاسوتوکی، هوجو تسونه‌توکی بود که در آن زمان تنها ۱۹ سال داشت.
در واقع، مردان زیادی در خاندان هوجو، به جز هوجو تسونه‌توکی، بودند که دستاوردها و تجربه مناسبی برای جانشین شدن داشتند.  کاملاً ممکن است که شخصی وجود داشته باشد که سعی کرده هوجو تسونه‌توکی را که جوان و بی تجربه بود کنار بزند تا خودش نایب السلطنه شود. این احتمال وجود دارد که فردی در گروه ضد توکوسو وجود داشته باشد که سعی کرده از فوجیوارا نو یوریتسونه استفاده کند تا نایب السلطنه شود. دو سال بعد، در سال ۱۲۴۴ (کانگن ۲)، فوجی‌وارا نو یوریتسونه موقعیت شوگون را به پسرش فوجی‌وارا نو یوریتسوگو ۶ ساله سپرد. فوجی‌وارا نو یوریتسونه، که تلاش می‌کرد با فرقه ضد توکوسو پیوند بخورد، به زور دستگیر شد و از پست شوگونی حذف شد. پس از آن، فوجیوارا نو یوریتسونه در کاماکورا به عنوان «اوتونو» باقی ماند و همچنان نفوذ خود را در شوگون‌سالاری حفظ کرد، اما در سال ۱۲۴۵ (کانگن ۳) راهب شد. (شوکه: تبدیل شدن به یک راهب بودایی) و خود را «گیوگا» نامید. این نیز استراتژی خاندان هوجو برای تضعیف نفوذ او بر شوگون‌سالاری بود. با این حال، در همین زمان، هوجو تسونه‌توکی بیمار شد. هوجو تسونه‌توکی دو فرزند داشت، اما از آنجایی که هنوز کودک بودند، در سال ۱۲۴۶ (کانگن ۴) سمت نایب السلطنه را به برادر کوچکتر خود هوجو توکی‌یوری سپرد و راهب شد. بلافاصله پس از مرگ هوجو تسونه‌توکی، ناگوئه میتسوتوکی (برادرزاده ناگوئه یاسوتوکی)، یکی از اعضای خاندان هوجو که قادر به تبدیل شدن به یک مرد ثروتمند نبود، با فوجیوارا یوریتسونه متحد شد تا موقعیت نایب السلطنه را به دست آورد تا ارتش تشکیل دهد.
با این حال، هوجو توکی‌یوری از قبل متوجه این موضوع شد و این طرح شکست خورد. ناگوئه میتسوتوکی مجبور شد راهب شود و تبعید شد. به این می‌گویند شورش میا (میه سودو). با توجه به این حادثه، هوجو توکی‌یوری تصمیم گرفت که نگه داشتن فوجیوارا نو یوریتسونه بیش از این در کاماکورا خطرناک است، بنابراین او را به پایتخت بازگرداند. با این حال فوجیوارا نو یوریتسونه و نیروهای متحد به او تسلیم نشدند.
میئورا یاسومورا پسر میئورا یوشیمورا، یک ملازم با نفوذ که از دوران میناموتو نو یوریتومو از شوگون سالاری حمایت می‌کرد بود. از دیدگاه خاندان هوجو که رقبای خود را یکی پس از دیگری شکست داده‌اند، او آخرین ملازم قدرتمند بود. علاوه بر این، شایعه شده بود که میئورا یاسومورا پشت شورش‌های کاخ در سال گذشته بود.
در سال ۱۲۴۷ (سال اول هوجی)، پدیده‌های عجیبی به‌طور مکرر رخ می‌داد، مانند لشکر بزرگی از مورچه‌های بالدار که کاماکورا دیده شدند، اشیاء درخشانی که بر فراز عمارت خاندان هوجو پرواز می‌کردند، و دریا که به رنگ قرمز روشن درآمد. مردم وحشت کردند و فکر کردند که این باید نشانه ای از جنگ بین خاندان هوجو و میئورا یاسومورا باشد.
هوجو توکی‌یوری برای آرام کردن این هیاهو نشان داده است که هیچ خصومتی با خاندان میئورا ندارد. با این حال، آداچی کاگه‌موری، پدربزرگ مادری هوجو توکی‌یوری، از عملکرد ضعیف هوجو توکی‌یوری راضی نبود.
آداچی کاگه‌موری خواسته‌های هوجو توکی‌یوری را نادیده گرفت و به خانه میئورا یاسومورا حمله کرد. سپس، خاندان میئورا برای ضدحمله دور هم جمع شدند. در میان آنها بسیاری از افراد گوکه‌نین بودند که طرفدار فوجیوارا نو یوریتسونه بودند. هوجو توکی‌یوری که در این موقعیت گرفتار شده بود، چاره ای جز تشکیل ارتش نداشت و این آشفتگی در نهایت به یک غوغای عظیم تبدیل شد که شوگون‌سالاری را به دو قسمت تقسیم کرد.
در نهایت اطراف عمارت میئورا یاسومورا به آتش کشیده شد و راهی برای فرار نداشت. «این انتقام بسیاری از افرادی است که پدر من میئورا یوشیمورا، کشته است. من دیگر هیچ کینه ای نسبت به هوجو دونو ندارم.» با این حرف‌ها او و خانواده اش خودکشی کردند. به این «شورش هوجی گاسن» یا شورش خاندان میئورا ja:宝治合戦 می‌گویند.
به این ترتیب، دیگر هیچ گوکه‌نین دیگری در داخل شوگون سالاری وجود نداشت که قدرت مخالفت با خاندان هوجو را داشته باشد. با این حال، هوجو توکی‌یوری به این نتیجه رسید کرد که باقی گذاشتن نفوذ فوجیوارا نو یوریتسونه بر شوگون سالاری به همان شکلی که بود خطرناک خواهد بود و تصمیم گرفت حتی پنجمین شوگون، فوجیوارا نو یوریتسوگو را حذف کند.
او تصمیم گرفت یک شاهزاده امپراتوری جدید و معتبرتر را به عنوان شوگون دعوت کند، نه یکی از خانواده دو نسلی سککان. این چیزی بود که نایب اول، هوجو توکیماسا، آرزویش را داشت. در سال ۱۲۵۲ (سال چهارم کنچو)، «شاهزاده امپراتوری مونتاکا» (پسر امپراتور بازنشسته گوساگا) ششمین شوگون شد.
یک روز پس از ورود شاهزاده به کاماکورا، فوجیوارا نو یوریتسوگو، که تنها ۱۴ سال داشت، بدون اینکه بتواند هیچ‌یک از وظایف خود را به عنوان یک شوگون انجام دهد، به پایتخت بازگردانده شد. فوجیوارا نو یوریتسوگو با وجود اینکه در حال بازگردانده شدن به کیوتو بود، در کاماکورا به دنیا آمد و بزرگ شد. علاوه بر این، خانواده فوجیوارا کوجو که می‌توان آن را خانه خانواده او نامید، به دلیل درگیری شدید بین پدرش فوجیوارا نو یوریتسونه و شوگون‌سالاری در آستانه فروپاشی قرار گرفت.
چهار سال بعد، در سال ۱۲۵۶ (سال اول سال اول یاسوشی)، پدرش، فوجیوارا نو یوریتسونه، درگذشت. ماه بعد فوجیوارا یوریتسوگو نیز درگذشت. علت مرگ نامشخص است.